# Groupe de NGC 7285
Le groupe de NGC 7285 comprend au moins sept galaxies situées dans les constellations du Verseau et du Poisson austral. La distance moyenne entre ce groupe et la Voie lactée est d'environ 66,4 Mpc (∼217 millions d'al).

## Membres
Le tableau ci-dessous liste les sept galaxies du groupe indiquées dans l'article de A.M. Garcia paru en 1993.
| Nom        | Constellation   | Class.        | Type           | α (J2000.0)     | δ (J2000.0)      | Vitesse radiale (km/s) | m          | Distance (Mpc) | Diamètre (kal) |
| ---------- | --------------- | ------------- | -------------- | --------------- | ---------------- | ---------------------- | ---------- | -------------- | -------------- |
| NGC 7225   | Poisson austral | SA(s)0/a: pec | Lenticulaire   | 22h 13m 08.070s | -26° 08′ 54.020″ | 4853 ± 10              | 12,3       | 67,2 ± 4,7     | 269            |
| NGC 7252   | Verseau         | (R)SA(r)0^0   | Lenticulaire   | 22h 20m 44.750s | -24° 40′ 41.75″  | 4792 ± 1               | 11,4       | 66,1 ± 4,6     | 423            |
| NGC 7284   | Verseau         | SB0^0(s) pec  | Lenticulaire   | 22h 28m 35.93s  | -24° 50′ 38.9″   | 4681 ± 18              | 12,1       | 64,5 ± 4,5     | 236            |
| NGC 7285   | Verseau         | SB(rs)a pec   | Spirale barrée | 22h 28m 38.0s   | -24° 50′ 26.8″   | 4324 ± 21              | 11,9       | 59,2 ± 4,2     | 265            |
| ESO 467-23 | Poisson austral | Sab pec:      | Spirale        | 22h 13m 31.34s  | -27° 33′ 28.9″   | 5629 ± 10              | 11,78 ± 5% | 73,4 ± 5,2     | 161            |
| ESO 467-27 | Poisson austral | (R')SA(rs)bc  | Spirale        | 22h 14m 39.92s  | -27° 27′ 50.3″   | 5217 ± 10              | 11,72      | 72,6 ± 5,1     | 99             |
| ESO 467-25 | Poisson austral | S?            | Spirale        | 22h 14m 24.22s  | -29° 58′ 51.0″   | 4447 ± 12              | 13,242     | 61,8 ± 4,3     | 131            |

Le site DeepskyLog permet de trouver aisément les constellations des galaxies mentionnées dans ce tableau ou si elles ne s'y trouvent pas, l'outil du site constellation permet de le faire à l'aide des coordonnées de la galaxie. Sauf indication contraire, les données proviennent du site NASA/IPAC.